# Blockkennzeichen

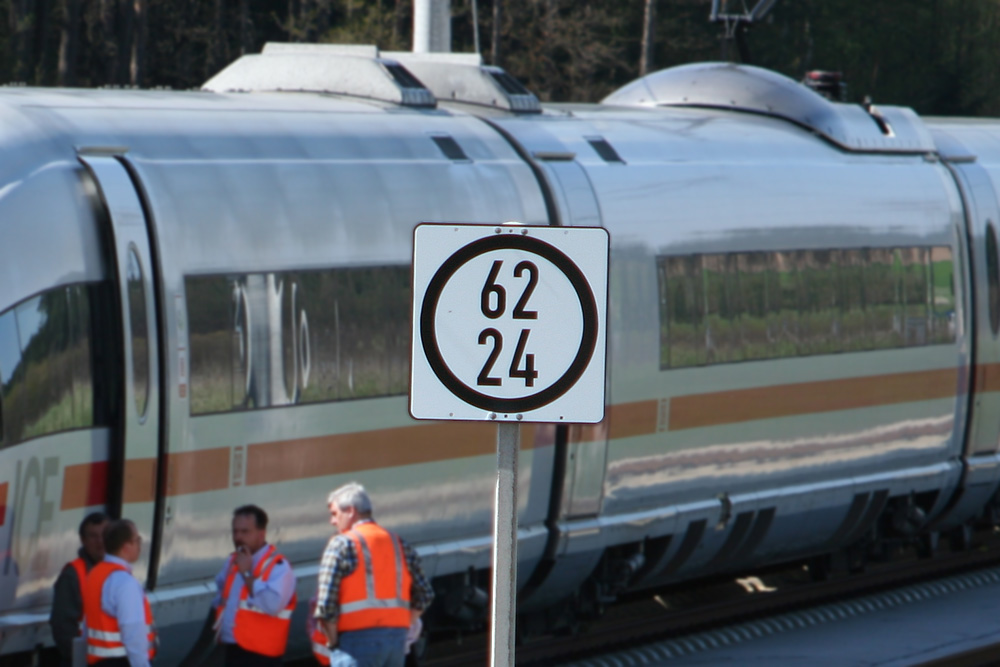
Ein Blockkennzeichen auf der 2006 eröffneten Schnellfahrstrecke Nürnberg–Ingolstadt

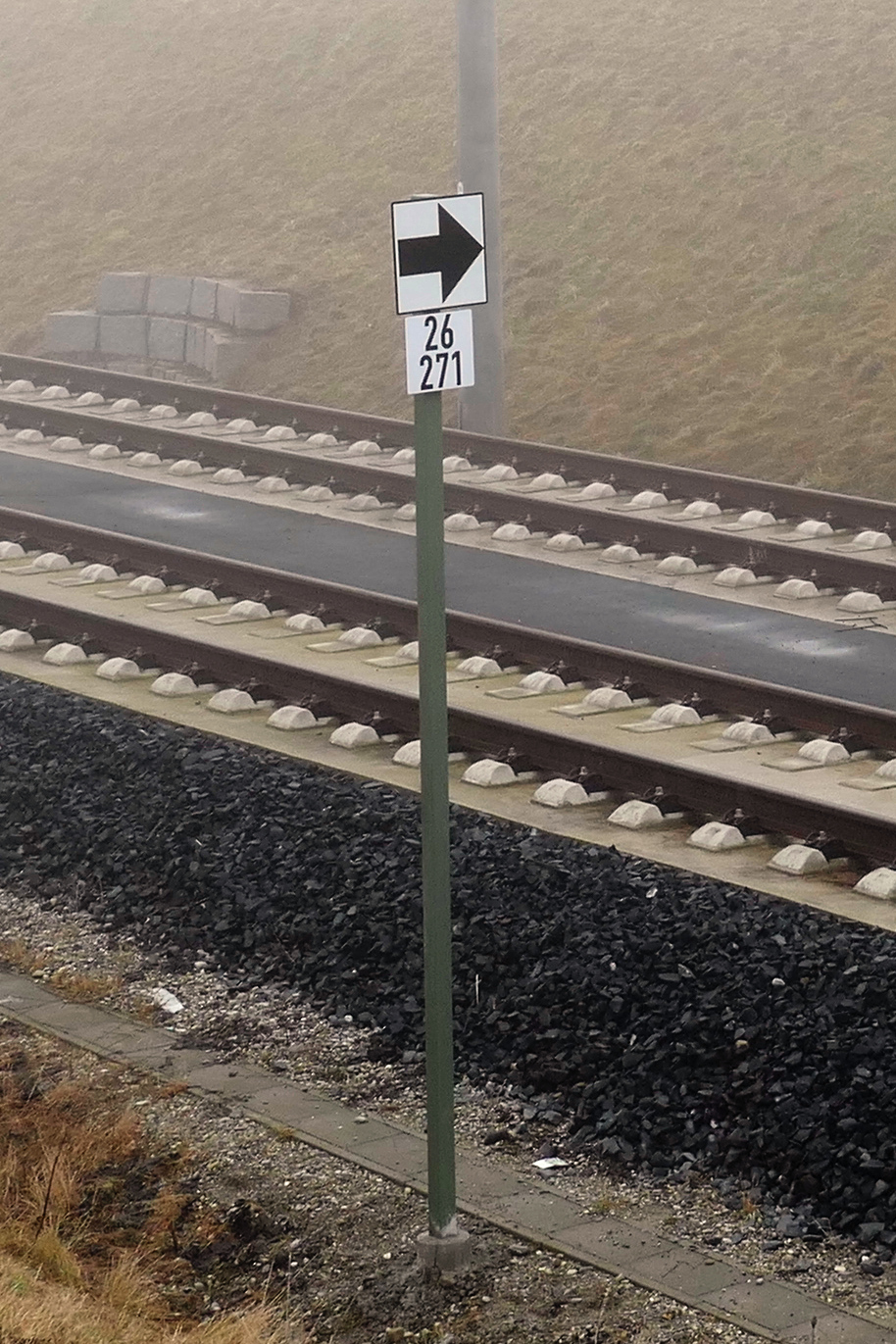
Neue Variante des Blockkennzeichens auf der Neubaustrecke Wendlingen–Ulm

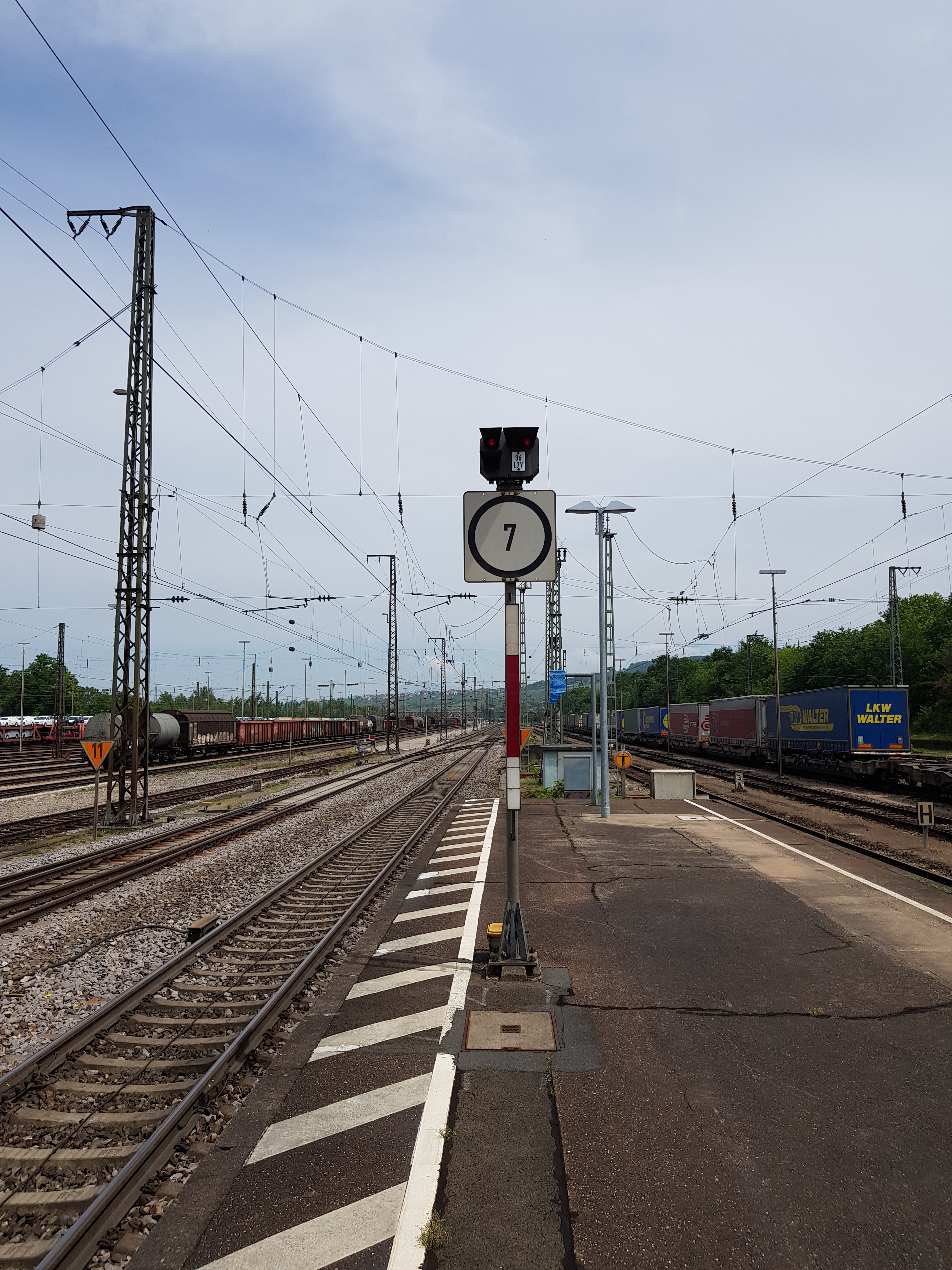
LZB-Blockkennzeichen an einem Lichtsperrsignal im Bahnhof Weil am Rhein. Durch derartige LZB-Blockabschnitte kann ein konventioneller Zugfolgeabschnitt in nahezu beliebig kurze Abschnitte unterteilt und die Zugfolge damit verkürzt werden.

Als Blockkennzeichen (Abk. BK, teils auch Teilblockkennzeichen/Tbk,) werden im Bahnbetrieb in Deutschland Orientierungszeichen bezeichnet, die an Blockstellen aufgestellt werden, die nicht durch den Standort eines Hauptsignals bzw. einer ETCS-Halttafel gekennzeichnet sind. Diese Blockstellen können damit nur von anzeigegeführten Zügen, die mit linienförmiger Zugbeeinflussung oder ETCS Level 2 fahren, genutzt werden. Dementsprechend werden sie auch als LZB-Blockkennzeichen/LBK oder als ETCS-Blockkennzeichen bezeichnet, letztere in der europäischen Normung ETCS Location Marker genannt.
Das Blockkennzeichen wird im Signalbuch (Richtlinie 301) als Orientierungszeichen geführt und ist damit kein Signal im Sinne der Eisenbahn-Signalordnung. Es gilt nur für anzeigegeführte Züge und ist für signalgeführte Züge nicht zu beachten. Sie dienen dazu, einem Triebfahrzeugführer die Stelle anzuzeigen, an der bei einem kommandierten Halt an einer derartigen Blockstelle zu halten ist und ihm die Bezeichnung dieser Blockstelle mitzuteilen. Die Bezeichnung wird benötigt, wenn eine Verständigung zwischen Triebfahrzeugführer und Fahrdienstleiter erfolgen muss, beispielsweise eine Standortmeldung beim Erteilen eines Befehls. Blockkennzeichen sind nicht mit dem Blocksignal für signalgeführte Züge zu verwechseln. Sie sind auch nicht mit den ETCS-Halttafeln zu verwechseln, denn im Gegensatz zu diesen gebieten sie Zügen, die in der ETCS-Rückfallebene (Betriebsart Staff Responsible) fahren, keinen Halt.
Die LZB-Blockkennzeichen und die bis Ende 2020 errichteten Blockkennzeichen für ETCS sind quadratische weiße Tafeln mit schwarzem Kreis, in dem die Signalbezeichnung angegeben wird. Die ETCS-Blockkennzeichen neuerer Form sind weiße quadratische Tafeln mit schwarzem Rand und schwarzem Pfeil, der auf das Gleis zeigt. Die Signalbezeichnung wird auf einer Zusatztafel angegeben.
Mittels kontinuierlicher Zugbeeinflussung können kleinere Blockabstände („Teilblock“, Hochleistungsblock) als mit ortsfester Signalisierung („Ganzblock“) realisiert werden. Während die Grenzen von Teilblockabschnitten dabei mit Blockkennzeichen gekennzeichnet sind, werden Hauptsignale zumeist nur vor Zugmeldestellen aufgestellt.
Durch Blockkennzeichen können konventionelle Zugfolgeabschnitte mittels Hochleistungsblock in mehrere kurze Teilblockabschnitte unterteilt werden. Damit können Zugfolgezeiten verkürzt und die Leistungsfähigkeit erhöht werden. Blockkennzeichen wurden vor allen Dingen auf Neubaustrecken des Hochgeschwindigkeitsverkehrs sowie einzelnen hochbelasteten Strecken wie der Rheintalbahn und der S-Bahn-Stammstrecke München aufgestellt.

## Geschichte
Blockkennzeichen wurden 1988 zunächst für den Betrieb mit der linienförmigen Zugbeeinflussung eingeführt. Grundlage war ein neues Betriebsverfahren.
Erstmals kam dieses Betriebsverfahren LZB-Führung mit Vorrang der Führerraumsignale vor den Signalen am Fahrweg und dem Fahrplan – in der Fahrdienstvorschrift als LZB-Führung bezeichnet – ab Mai 1988 mit Eröffnung des Teilabschnittes Fulda–Würzburg der Schnellfahrstrecke Hannover–Würzburg zum Einsatz. Auf den sechs übrigen LZB-Abschnitten in Deutschland hatten aus technischen Gründen zunächst weiterhin Fahrplan und die Signale am Fahrweg Vorrang vor der LZB. Auf diesen Streckenabschnitten kam der LZB zunächst eine Vorsignalfunktion zu, um die notwendigen Bremswege bei Geschwindigkeiten über 160 km/h zu schaffen. Die LZB wurde damit von einem Overlay-System zum primären Signalisierungssystem. Blockabschnitte konnten damit auch ohne ortsfeste Signale gebildet werden. An die Stelle von Blocksignalen traten dabei LZB-Blockkennzeichen. An Zugmeldestellen, an denen auch die Reihenfolge von Zügen geändert wurde, kamen weiterhin konventionelle Licht-Hauptsignale (als Einfahr-, Zwischen-, Ausfahr- oder Blocksignal) zum Einsatz.
Im Rahmen des Projekts CIR-ELKE wurden in den 1990er und frühen 2000er Jahren Blockkennzeichen zur Leistungssteigerung auf hochbelasteten Strecken aufgestellt. Insbesondere durch eine Unterteilung der Ein- und Ausfahrbereiche von Bahnhöfen konnten damit kürzere Zugfolgezeiten erreicht werden.
Auf der 2002 in Betrieb genommenen Schnellfahrstrecke Köln–Rhein/Main werden die bis zu rund 35 km langen, durch Ks-Signale begrenzten Ganzblöckabschnitte durch Blockkennzeichen in rund 2 km kurze Teilblockabschnitte unterteilt.

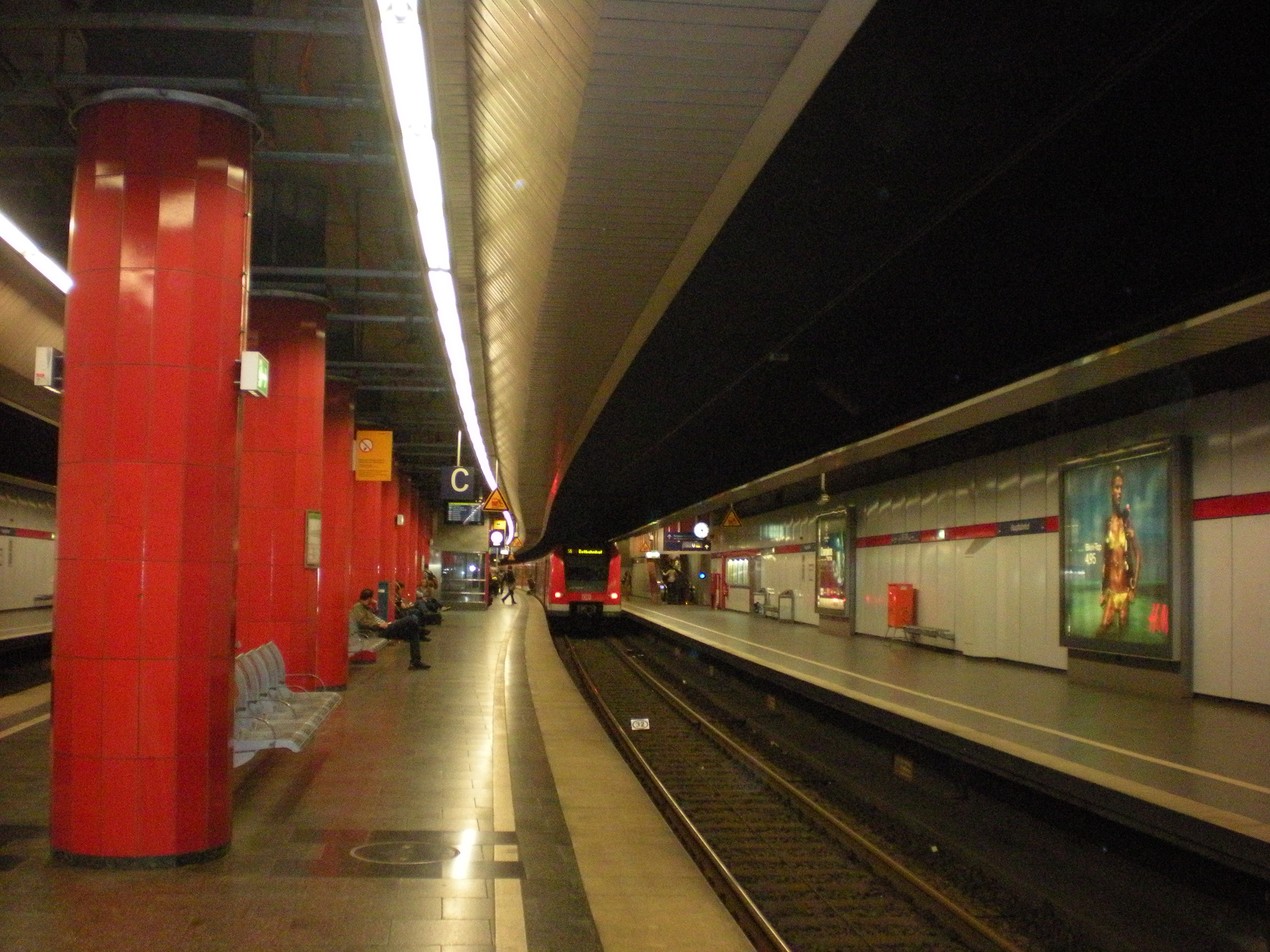
Auf einer Schwelle angebrachtes Blockkennzeichen (Bezeichnung „32“) in der S-Bahn-Station des Münchner Hauptbahnhofs

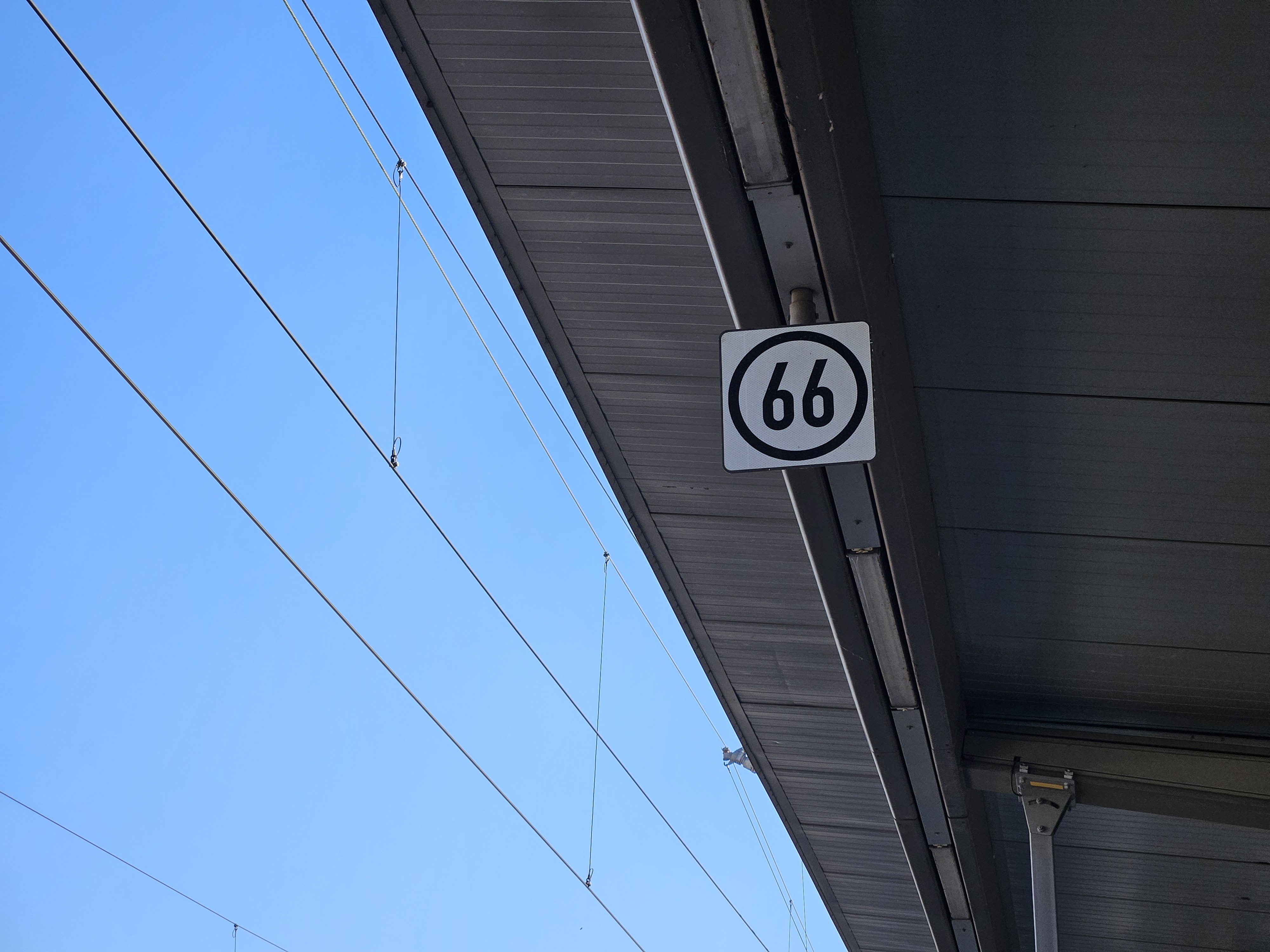
An Bahnsteigdach befestigtes Blockkennzeichen im Bahnhof München Ost

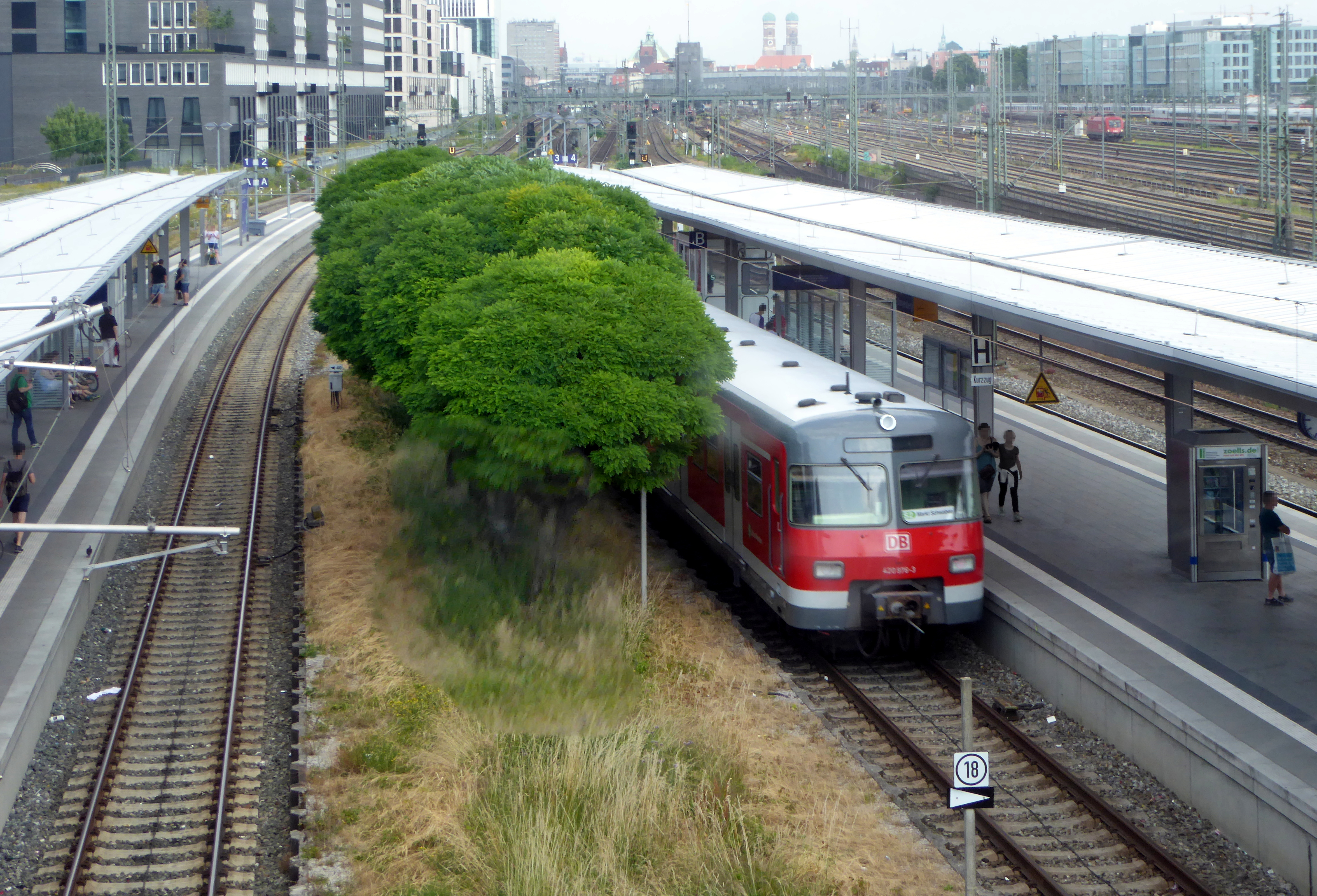
Kleines Blockkennzeichen („18“) auf der S-Bahn-Stammstrecke München

Etwa vier Blockkennzeichen je Bahnsteig ermöglichen auf der Stammstrecke der S-Bahn München seit 2004 ein dichteres Nachrücken am Bahnsteig und damit letztlich planmäßig statt vormals 24 nunmehr 30 Züge pro Stunde und Richtung zu fahren. Die Blockkennzeichen sind dabei aus Platzgründen in Gleismitte auf Schwellen befestigt. Diese Anbringung wird auch für die Einführung von ETCS auf der S-Bahn-Stammstrecke Stuttgart erwogen.
Mit der am 9. Dezember 2012 in Kraft getretenen Bekanntgabe 5 zum Signalbuch wurde der Begriff „LZB-Blockkennzeichen“ durch „Blockkennzeichen“ ersetzt. Die „Blockstelle für anzeigegeführte Züge“ ersetzte, technikneutral (für LZB und ETCS), den vorigen Begriff der „Blockstelle für LZB-geführte Züge“ (LZB-Blockstellen).
Auf der im Dezember 2015 in Betrieb genommenen Neubaustrecke Erfurt–Leipzig/Halle wurden Blockkennzeichen erstmals mit ETCS verwendet.

Lageplansymbol für Blockkennzeichen (in der im Dezember 2020 eingeführten Form, in Rechtsaufstellung) in sicherungstechnischen Lageplänen in Deutschland

Zum 13. Dezember 2020 wurde eine neue Form des Blockkennzeichens, entsprechend in der Norm EN 16494 beschriebenen ETCS location marker, eingeführt. Diese ähneln der ETCS-Halttafel, jedoch mit schwarzem Pfeil auf weißem Grund. Für Blockkennzeichen nach der bisherigen Form besteht Bestandsschutz. Im Bereich der Deutschen Bahn sind sie mit einer Größe von 710 × 710 mm im Tunnel und an Fahrleitungsmasten, ansonsten mit Abmessungen von 410 × 410 mm vorgesehen.
Zum 1. Januar 2021 trat bei DB Netz eine Weisung in Kraft, wonach bei Aus- und Neubauprojekten eine umfassende Ausrüstung für den Gleiswechselbetrieb erforderlich ist. Bei der Ausrüstung mit ETCS soll auch für Fahrten im Gegengleis Teilblockbetrieb eingerichtet werden. In Verbindung mit zusätzlichen Überleitverbindungen soll damit die Betriebsführung bei Störungen oder Verspätungen erleichtert und das Personal entlastet werden.

## Planung von Blockkennzeichen
Da nur anzeigegeführte Züge die verkürzten und mit Blockkennzeichen gekennzeichneten Blockabschnitte nutzen können und dafür das vorausliegende Hauptsignal in der Regel dunkelgeschaltet werden muss, hierfür wiederum ein Zug zunächst am bzw. hinter dem Einstiegssignal (am Beginn des LZB- bzw. ETCS-Bereichs) zunächst in die Anzeigeführung übernommen werden muss, können Blockkennzeichen erst nach dem ersten Hauptsignal nach dem Beginn der LZB- bzw. ETCS-Führung angeordnet werden.
Blockkennzeichen dürfen nicht zwischen Start und Ziel von Rangierfahrstraßen aufgestellt werden. Sind im Bahnhof signalisierte Rangierfahrstraßen vorgesehen, müssen Blockkennzeichen daher mit Sperrsignalen (für Rangierfahrten) kombiniert werden. Hintergrund: Bei regelmäßigen Rangierfahrten sind Sperrsignale zur Zulassung der Rangierfahrt, die sonst nur mündlich möglich wäre, erforderlich. Lichtsperrsignale zeigen in Grundstellung Hp 0 („Halt“). Dieser Signalbegriff gilt jedoch auch für Zugfahrten, daher müssen für die Festlegung einer Fahrstraße alle Lichtsperrsignale am Fahrweg Sh 1 („Fahrverbot aufgehoben“) zeigen. Wenn sich nicht an jedem Blockkennzeichen ein Lichtsperrsignal befindet, ist für den Triebfahrzeugführer eines Triebfahrzeuges in ETCS-Betriebsart Shunting nicht ersichtlich, ob eine Zugstraße eingestellt wurde, welche am nächsten Blockkennzeichen endet, oder eine Rangierstraße, die über die Blockkennzeichen hinweg bis zum nächsten Lichtsperrsignal führt. Wenn zum Rangieren nur eine Teilzugstraße zum nächsten Blockkennzeichen eingestellt ist, der Triebfahrzeugführer aber denkt, er hätte die Zustimmung zur Rangierfahrt bis zum nächsten Lichtsperrsignal, könnte die Rangierfahrt in einen noch nicht gesicherten Fahrweg einfahren. Dies könnte beispielsweise eine Entgleisung in einer gerade umlaufenden Weiche zur Folge haben. (Durch ein neues Signalbild für das Wartezeichen könnten viele Sperrsignale an Blockkennzeichen perspektivisch entfallen.)
Ebenso dürfen alleinstehende Geschwindigkeitsanzeiger (Zs 3) nicht in Zugfahrstraßen mit Teilung durch Blockkennzeichen angeordnet werden. Darüber hinaus dürfen in Durchrutschwegen keine Blockkennzeichen aufgestellt werden. Durch Verzicht auf Lichtsignale in mit ETCS ausgerüsteten Bereichen kann auf die Projektierung langer Durchrutschwege verzichtet, somit zusätzliche Blockkennzeichen in Bahnhofsköpfen aufgestellt und die Leistungsfähigkeit erhöht werden.
Blockkennzeichen für ETCS dürfen nicht an Standorten von Hauptsignalen, Sperrsignalen als Zielsignale von Zugfahrstraßen oder Startsignale von Gruppenausfahrten sowie Signalen mit ETCS-Halttafel angeordnet werden. Sie dürften bis Mitte 2020 ferner grundsätzlich im Bereich von 300 m vor einem alleinstehenden Vorsignal angeordnet werden, außer wenn eine Wahrnehmungszeit von 6,75 s bei örtlich zulässiger Geschwindigkeit gewährleistet ist, um Irritationen des Triebfahrzeugführers bei vorgesehenem Halt am Blockkennzeichen bei nachfolgendem fahrtzeigenden Vorsignal zu vermeiden. Nicht zulässig ist ebenfalls die Anordnung im Bereich von Durchrutschwegen, im Bereich von Halbregelabständen, Mittelweichen und Mittelweichenteilzugstraßen, zwischen Spitze und Grenzzeichen von Weichen und Kreuzungen. An Bahnsteigen ist die Anordnung von Blockkennzeichen nur zum Nachrücken von S-Bahn-Zügen zulässig. Ein Gefahrpunktabstand ist in der Regel nicht vorzusehen.
An Blockkennzeichen für ETCS ist in Deutschland eine Balise anzuordnen. Ferner sind 50 und 300 m vor dem Blockkennzeichen Ortungsdatenpunkte vorzusehen. Eine Änderung dieser Regeln für S-Bahnen wurde um 2019 erwogen. Neben der Kalibrierung der Odometrie wird an diesen Datenpunkten ein Position Report erzeugt, der wiederum insbesondere für die Haltfallbewertung genutzt wird. Durch eine optimierte Haltfallbewertung könnten gesonderte Datenpunkte am Blockkennzeichen zukünftig entfallen.
Eine Untersuchung zur Einführung von ETCS bei der S-Bahn Stuttgart empfiehlt in kurzem Abstand von bis zu 100 m hinter dem „Ausfahrsignal“ ein zusätzliches Blockkennzeichen anzuordnen, um flache ETCS-Bremskurven zu vermeiden.
Das Regelwerk der Deutschen Bahn sieht insgesamt drei Möglichkeiten zur Anordnung von Blockkennzeichen an Masten außerhalb und innerhalb von Gleisbereichen vor.

## Sonstiges
Im Störungsfall kann anzeigegeführten Zügen, die an Blockkennzeichen halten, ein dem Ersatzsignal (Zs 1) entsprechender Ersatzauftrag, fallweise ein dem Vorsichtsignal (Zs 7) entsprechender Vorsichtsauftrag übermittelt werden. Beides setzt allerdings eine funktionsfähige Datenverbindung zwischen Strecken- und Fahrzeugausrüstung voraus. Als Rückfallebene bei Übertragungsausfällen kann vom Fahrdienstleiter die Vorbeifahrt anzeigegeführter Züge an einem Blockkennzeichen mit Befehl 2 angeordnet werden.
In einer 2020 vorgelegten Betriebssimulation wurden Fahrstraßenbildezeiten von 9 s an Blockkennzeichen ohne sowie 30 s an Blockkennzeichen mit Weichen angenommen.

## Situation in Österreich und in der Schweiz
In Österreich sind die ETCS Location Marker zwar im Signalbuch der ÖBB als Signale vorgesehen, nicht jedoch in der Eisenbahnbau- und Betriebsverordnung geregelt. In Österreich haben Blockkennzeichen immer die Form nach der Europäischen Norm.
In der Schweiz werden derartige ETCS Location Marker 2015 eingeführt und als „ETCS-Standortsignal“ bezeichnet.